# Часовников Ілля Артемович
Часовников Ілля Артемович (1887, Миколаїв — 1954) — український краєзнавець, історик, музейник.

## Біографія
Закінчив у 1911 році історично-філологічний факультет Київського університету Св. Володимира з дипломом 2-го ступеня. З 1911 по 1925 роки працював у м. Глухів Полтавської губернії у Глухівській чоловічій гімназії з 1912 до 1917 року. У 1920 році завідував Глухівським музеєм старовини і мистецтва. Звідти переїхав у Артемівськ, дружина була дочкою відомого лікаря С. Х. Марутаєва.
Від 1925 до 1938 р. працював у Бахмутському (Артемівському) окружному краєзнавчому музеї, і за його діяльності значно поповнились основні та допоміжні фонди, розширилися музейні експозиції. Основна увага музею фокусувалася на висвітленні історії промислового розвитку краю, зокрема наприкінці 1920-х у ньому діяли гірничо-промисловий, хімічно-промисловий, металургійний, природничий, сільськогосподарський, антирелігійний відділи. Про активну діяльність цієї установи свідчать такі дані: на 1928 р. у фондах налічувалися 4235 експонатів, з них 1656 були представлені в експозиції, наукова бібліотека укомплектована 1013 примірниками книг.